# Краснояры (Алтайский край)
Краснояры — село в Троицком районе Алтайского края. Административный центр Ерёминского сельсовета.

## География
Расположено на левом берегу реки Большой Речки. Абсолютная высота — 257 метров над уровнем моря.
Климат
Климат характеризуется как континентальный, с продолжительной холодной зимой и коротким тёплым летом. Средняя температура самого тёплого месяца (июля) составляет 19 °С. Средняя температура самого холодного месяца (января) — −18 °С (абсолютный минимум — −50 °С). Годовое количество осадков — 300—350 мм. Продолжительность периода с устойчивым снежным покровом составляет 160 −170 дней.

## История
Основано в 1776 году. В 1926 году в деревне Краснояры имелось 136 хозяйств и проживало 778 человек (365 мужчин и 413 женщин). В национальном составе населения того периода преобладали русские. Действовала школа I ступени. В административном отношении являлось центром и единственным населённым пунктом Красноярского сельсовета Яминского района Бийского округа Сибирского края.

## Население
| 1926 | 1997 | 1998 | 1999 | 2000 | 2001 |
| ---- | ---- | ---- | ---- | ---- | ---- |
| 778  | ↗932 | ↘892 | ↗898 | ↘848 | ↘836 |
| 2002 | 2003 | 2004 | 2005 | 2006 | 2007 |
| ↗881 | ↘851 | ↗872 | ↗874 | ↘856 | ↘827 |
| 2008 | 2009 | 2010 | 2011 | 2012 | 2013 |
| ↘793 | ↗858 | ↘758 | ↘756 | ↘748 | ↗758 |

Национальный состав
Согласно результатам переписи 2002 года, в национальной структуре населения русские составляли 85 %.